# Frank Wedekind

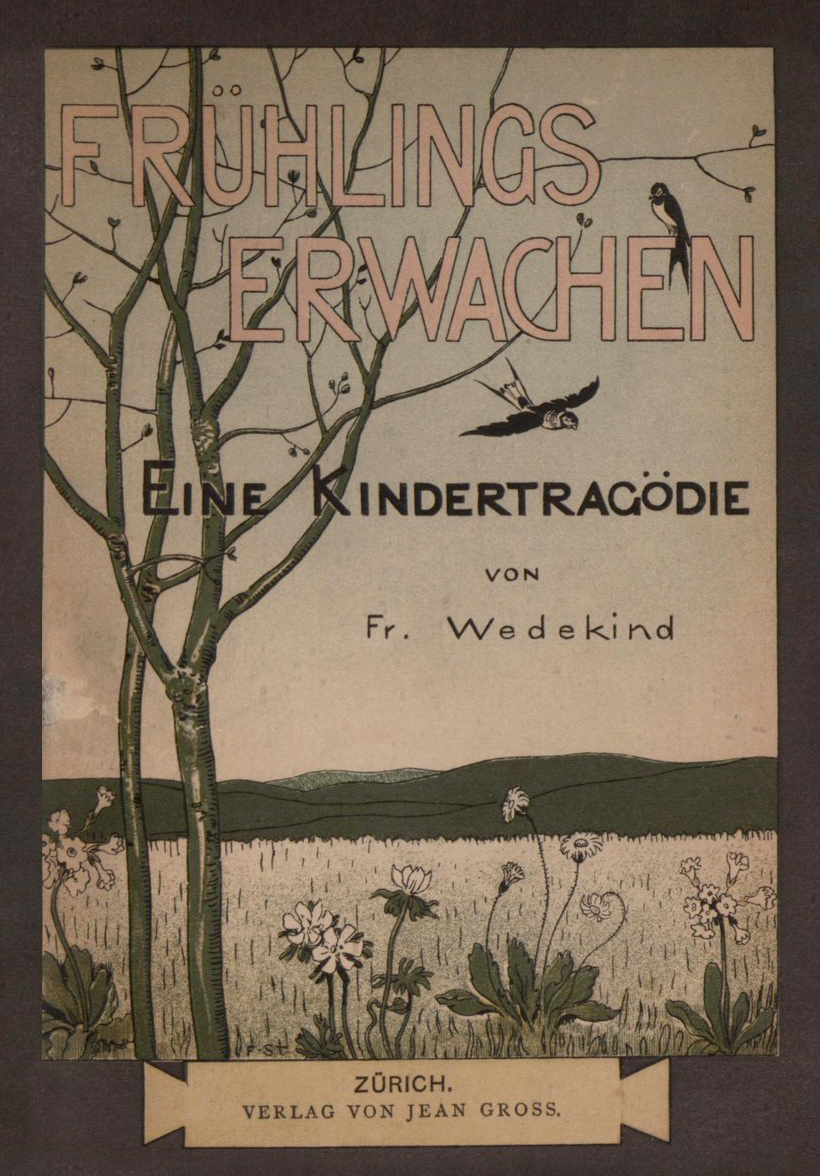
Boekomslag eerste druk van Frühlings Erwachen (1891)

Benjamin Franklin Wedekind (Hannover, 24 juli 1864 — München, 9 maart 1918) was een Duits toneelschrijver en acteur.

## Leven en werk
Frank Wedekind verbleef vanaf 1872 in Lenzburg in Zwitserland. Zijn vader, de gynaecoloog Friedrich Wilhelm Wedekind, had besloten met zijn gezin te emigreren uit onvrede met de Reichsgründung, de stichting van het nieuwe verenigde Duitse Keizerrijk. Het gezin woonde op kasteel Lenzberg. Wedekind begon na de problematische middelbare school (die hij uiteindelijk afbrak, waarna hij privéonderwijs kreeg) aan een rechtenstudie, maar brak ook deze af. Zijn vader verbrak daarop het contact met Wedekind, die voortaan ook geen financiële bijdragen van zijn ouders meer zou ontvangen.
Wedekind werkte vervolgens als journalist (onder meer bij de Neue Zürcher Zeitung), als marketingchef bij soepfabrikant Maggi en als secretaris. Hij had weinig succes en het kwam tot een toenadering tussen hem en zijn vader. Wedekinds vader stond erop dat hij zijn rechtenstudie zou voortzetten, deze keer in Zürich. Het wilde echter niets worden met zijn studie. In Zürich maakte Wedekind kennis met Gerhart Hauptmann en John Henry Mackay, twee spilfiguren uit de latere Friedrichshagener Kreis. In oktober 1888 stierf Wedekinds vader, wat Wedekind blijkbaar definitief deed afzien van zijn studie.
Begin 1889 reisde hij naar Berlijn, waar hij verbleef bij de naturalistische dichters van de Friedrichshagener Kreis. Later dat jaar trok hij naar München. De uitbetaling van zijn vaders erfdeel maakte het mogelijk nog iets langer rond te reizen, zodat Wedekind in 1894 enkele maanden in Londen verbleef, waar hij met Georg Brandes in contact kwam. Hij vervolgde zijn reis naar Parijs, waar hij Lou Andreas-Salomé, August Strindberg, diens tweede vrouw de journaliste Frida Uhl, en Albert Langen leerde kennen. Via Berlijn en Zürich belandde Wedekind in 1896 weer in München.

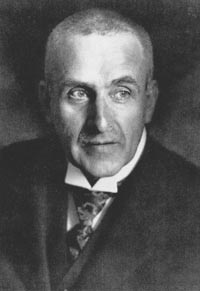
Frank Wedekind

Zijn zuster, de succesvolle zangeres Erika Wedekind, stelde hem met financiële hulp in staat om te schrijven. In 1896 was Wedekind met Albert Langen en Thomas Theodor Heine een van de oprichters van het satirische tijdschrift Simplicissimus. Hij werd samen met Heine tot gevangenisstraf veroordeeld wegens majesteitsschennis. Behalve als schrijver trad hij ook op als toneelspeler en werkte mee in het in 1901 opgerichte cabaret Die Elf Scharfrichter. Wedekind was wars van burgerlijke moraal en schijnheiligheid.
Hoewel hij voorstander was van de oorlog, werden met het uitbreken van de Eerste Wereldoorlog Wedekinds werken ongewenst verklaard. Het grootste deel van de theaters in Duitsland weigerde onder druk van de publieke opinie zijn maatschappijkritische werken uit te voeren. Tegelijkertijd werd Wedekind door Walther Rathenau verzocht lid te worden van de Deutsche Gesellschaft 1914, die de Duitse oorlogspolitiek ondersteunde. 

## Persoonlijk
Frank Wedekind trouwde in 1906 met de actrice Tilly Newes. Met haar had hij twee dochters: Pamela en Kadidja. Ze speelde in zijn stukken, in 1916 voor het laatst. Hun huwelijk stond op dat moment op springen en Newes deed in 1917 een zelfmoordpoging. In 1918 overleed Wedekind na een operatie, juist toen zijn stukken overal gespeeld begonnen te worden.
Frank Wedekind was bevriend met de Zwitserse schrijfster en dichteres Sophie Haemmerli-Marti (1868-1942).

## Toneelstukken
- Frühlings Erwachen, drama (1891)
- Der Erdgeist, drama (1895)
- Marquis von Keith, drama (1901)
- König Nicolo, drama (1902)
- Die Büchse der Pandora, drama (1904)

## Bewerkingen en navolging
De drama's Der Erdgeist en Die Büchse der Pandora zijn door Wedekind samengevoegd als Lulu dat diende als basis voor de opera Lulu van Alban Berg. Het karakter van Lulu en het werk van Wedekind inspireerden verschillende filmmakers en leidden onder meer tot de volgende films:
- Lulu on the Bridge (1998)
- Something Wild (1986)
- Innocence (2004)
- The Fine Art of Love (2005)

- Bibsys: 90053584
- Biblioteca Nacional de España: XX1643367
- Bibliothèque nationale de France: cb11928976x (data)
- Catàleg d'autoritats de noms i títols de Catalunya: 981058526592706706
- CiNii: DA0104077X
- Gemeinsame Normdatei: 118629867
- Historisch woordenboek van Zwitserland: 012387
- International Standard Name Identifier: 0000 0001 0856 102X
- Library of Congress Control Number: n79135578
- Nationale Bibliotheek van Letland: 000213986
- MusicBrainz: c2726e9c-4aeb-487f-b15e-47cf2e05724d
- Bibliotheek van het Japanse parlement: 00460404
- Nationale Bibliotheek van Tsjechië: jn20000701943
- Nationale bibliotheek van Australië: 35596281
- Nationale Bibliotheek van Israël: 987007269870605171
- Nationale Bibliotheek van Polen: a0000001188127
- Nationale en Universitaire bibliotheek Zagreb: 000203922
- Nederlandse Thesaurus van Auteursnamen: 068656874
- Réseau des bibliothèques de Suisse occidentale: 02-A003962353
- Istituto Centrale per il Catalogo Unico: CFIV060879
- LIBRIS: 229375
- SNAC: w63x874s
- Système universitaire de documentation: 027194124
- Theaterlexikon der Schweiz: Frank_Wedekind
- Trove: 1008816
- Virtual International Authority File: 27072933
- WorldCat: E39PBJrgGBk7bRKmmg48K4Dg8C